# Staffanstorp (naturreservat)
Staffanstorp är ett naturreservat som ligger tätortsnära i utkanten av Motala i Östergötlands län. I reservatet finns örtrika granskogar, hassellundar, stora ekar, betesmarker och torrängsflora. Området har ett rikt fågelliv och en mångfald av växter och insekter. Inlandsisen har gjort Staffanstorp kuperat med åsar och dödisgropar. I några av dödisgroparna ligger idag sjöar, den nordligaste är Svartsjön. Vid en annan, Hemmasjön, finns flera anordningar för friluftsliv, bland annat grillplats och vandringsleder.
Staffanstorp naturreservat förvaltas av Motala kommun.